# Port lotniczy Bolzano
Port lotniczy Bolzano (IATA: BZO, ICAO: LIPB) – mały regionalny port lotniczy położony 6 km na południe od Bolzano, w regionie Trydent-Górna Adyga, we Włoszech.

## Linie lotnicze i połączenia
| Linia Lotnicza | Kierunek |
| -------------- | --- |
| Sky Alps       | 1. Berlin 2. Düsseldorf 3. Hamburg Sezonowo: 1. Antwerpia 2. Billund 3. Brač 4. Brindisi 5. Cagliari 6. Dubrownik 7. Göteborg (od 18 stycznia 2025) 8. Ibiza 9. Kassel 10. Katania 11. Korfu 12. Kopenhaga 13. Lamezia Terme 14. Londyn-Gatwick 15. Olbia 16. Stuttgart |